# Hans Heemskerk
Hans Heemskerk (1959) is een Nederlands korfballer en coach. In 1984 werd hij uitgeroepen tot Korfballer van het Jaar en in 2011 tot Coach van het Jaar. Hij won als speler bij Fortuna meerdere landstitels en won met het Nederlands Team ook verschillende medailles.
Internationaal wordt hij herinnerd om om een gemiste strafworp tijdens het  WK van 1991. Op het WK van 1991 stonden Nederland en België tegen over elkaar in de finale. Heemskerk begon de wedstrijd als aanvoerder op de bank en speelde mee in de tweede helft, waarin hij meermaals scoorde. België kwam met 1 punt voor te staan in de laatste seconden van de wedstrijd. In de allerlaatste seconde werd er een strafworp toegekend aan Nederland. Heemskerk miste. Voor België was dit tot op heden (stand 2019) hun enige eindzege op een internationaal toernooi.
Na zijn spelerscarrière werd hij trainer/coach bij verschillende clubs in de regio Haaglanden. Heemskerk rondde de lerarenopleiding Biologie/Gezondheidskunde af (1979-1984) en is docent/decaan .

## Speler

### Begin van carrière
Heemskerk begon met korfbal bij het Delftse Excelsior. Daar speelde hij in de hoofdmacht tot 1980. Toen verruilde hij van club en ging hij naar Fortuna, dat op hoger niveau speelde.

### Bij Fortuna
Als speler was Heemskerk een aanvaller. Hij viel op door zijn tengere postuur en goed afstandsschot. Hij speelde in de jaren '80 in de hoofdmacht van Fortuna en won hier verschillende medailles.
Zo werd Heemskerk op 24-jarige leeftijd aan het eind van het seizoen 1983-1984 onderscheiden met de titel "Korfballer van het Jaar".
In de zaalfinale van 1990 was Heemskerk topscoorder van de wedstrijd. Hij maakte 5 goals.
Heemskerk stopte in 1993 met korfbal.

### Erelijst
- Nederlands kampioen zaalkorfbal, 2x (1983, 1990)
- Nederlands kampioen veldkorfbal, 2x (1985, 1986)
- Korfballer van het Jaar, 1x (1984)

### In Oranje
Heemskerk speelde mee tijdens een aantal internationale toernooien. Zo debuteerde hij op 23-jarige leeftijd in Oranje. In dienst van Oranje diende Heemskerk bij de volgende toernooien:
- WK 1984
- WK 1987
- WK 1991

In het WK 1991 was Heemskerk de aanvoerder van Oranje. Ben Crum was de bondscoach. In de finale van dit toernooi versloeg België Nederland met 1 punt verschil; de kwestie van de gemiste strafworp. Dit was ook de laatste interland van Heemskerk, waardoor hij afsloot met een totaal van 28 interlandwedstrijden.

## Coach
Na vier Nederlandse titels als speler stopte Heemskerk in 1992 als speler.
In 1993 werd hij coach van KVS uit Scheveningen. Hij moest vorm geven aan "plan 2000", dat wilde ervoor zorgen dat KVS een stabiele hoofdklasser zou moeten worden.
Onder leiding van Heemskerk bereikte KVS 1 in 1995 het eerste hoogtepunt door het behalen van de halve finale in de veldcompetitie. Het jonge KVS-team verloor deze halve finale van PKC, maar KVS was wel op de kaart gezet. Na KVS ging Heemskerk als coach aan de slag bij het Delftse Excelsior. Daar was hij onder andere verantwoordelijk voor het aantrekken van Ard Korporaal, de zoon van Fortuna voorzitter Theo Korporaal.

### Bij Fortuna
Fortuna beleefde een lastige periode in de tweede helft van de jaren '90. Zo degradeerde de club in de zaal voor het eerst in de geschiedenis naar de Overgangsklasse in 1997. Een aantal vaste selectie-spelers vertrokken en er werd gezocht naar jong talent van eigen bodem en uit de regio. Zo promoveerde de club na 1 jaar afwezigheid weer terug naar de Hoofdklasse en stond er een jong team. Heemskerk werd in deze periode aangetrokken als hoofdcoach en nam het stokje over van Wim van Renesse van Duivenbode. In het seizoen 2002-2003 stond Heemskerk aan de leiding van een ploeg van gemiddeld 21 jaar oud.
In zijn eerste seizoen als coach stond Heemskerk met zijn ploeg in zowel de zaal-als veldfinale. In beide gevallen was PKC de tegenstander. Fortuna won de zaaltitel maar verloor de veldfinale.
In het jaar erna, 2003-2004 deed Fortuna mee aan de Europacup van 2004. In de finale won Fortuna van het Belgische AKC door middel van een golden goal. 
In de eigen competitie deed Fortuna het in seizoen 2003-2004 ook goed. De ploeg won in de kruisfinale van Dalto en stond zodoende voor het tweede jaar op rij in de zaalfinale. Net als het jaar ervoor was PKC de tegenstander in Ahoy. Fortuna won met 18-16 en won zo voor het tweede jaar op rij de zaaltitel. 
Ook de Europacup van 2005 werd door Fortuna gewonnen.
In seizoen 2004-2005 deed Fortuna wederom goede zaken in de competitie. In de zaalcompetitie stond de ploeg in de kruisfinale tegen DOS'46. Al na 10 minuten viel international Marloes Preuninger geblesseerd uit en Fortuna verloor de grip op de wedstrijd. Fortuna verloor de kruisfinale en kon de 2 zaaltitels niet verder prolongeren. In de veldcompetitie strandde de ploeg ook in de kruisfinale.
In 2006, na 4 jaar, stopte Hans Heemskerk bij Fortuna.

### Bij TOP
Heemskerk startte in 2006/2007 bij TOP, wat toen nog in de hoofdklasse speelde. Hij volgde daar Harold Jellema op. In zijn eerste jaar als hoofdcoach won TOP net niet het kampioenschap. Dat lukte wel in 2008, waardoor TOP promoveerde naar het hoogste niveau, de Korfbal League.
Aan het begin van seizoen 2008-2009 kreeg TOP versterking in de selectie, want mede dankzij Hans Heemskerk kwam Wim Scholtmeijer over van PKC. Scholtmeijer zat in 2003 en 2004 in de selectie van Fortuna, dat onder leiding van Heemskerk 2 keer landskampioen was geworden. De twee kenden elkaar goed en Heemskerk dacht dat Scholtmeijer een goede aanvulling bij TOP zou zijn.
Doorgaans heeft een debuterende club het lastig in de Korfbal League, maar TOP bleek een blijvertje op het hoogste niveau. Zo werd TOP in het eerste jaar 6e in de league en was daarmee een goede middenmoter.
Ook in tweede seizoen werd TOP 2e, al won het 2 wedstrijden meer dan het jaar ervoor.
Het derde seizoen van TOP was een doorbraak. Het team werd 3e in de competitie en mocht voor het eerst deelnemen aan de play-offs. Het team speelde de play-offs uitgerekend tegen Fortuna, het team waar zowel Heemskerk als Scholtmeijer voor hadden gespeeld. De eerste wedstrijd tegen Fortuna werd verloren, maar de 2 volgende wedstrijden werden gewonnen, waardoor TOP in zijn derde jaar in de Korfbal League de finale in Ahoy mocht spelen. TOP speelde in de finale tegen PKC en won met 21-19, waardoor TOP voor de eerste keer in de clubhistorie landskampioen was.
Een aantal maanden later speelde TOP ook de finale op het veld en won daar ook. Zo had TOP meteen de legendarische "dubbel" te pakken, door in 1 jaar kampioen te worden op het veld als in de zaal. Heemskerk werd beloond voor de "dubbel" en verdiende de prijs "Coach van het jaar 2010-2011"
Het jaar erop, seizoen 2011-2012 liep uit op een teleurstelling. TOP haalde de play-offs niet en kon zo niet hun zaaltitel verdedigen. Feitelijk had Hans Heemskerk aangegeven om na seizoen 2011-2012 te stoppen als coach van TOP, maar daar kwam hij later op terug; hij zou er nog 1 jaar aan vast plakken.
Ook zijn laatste jaar als coach, 2012-2013 was geen succes. TOP werd 5e en kon voor het tweede jaar op rij geen play-offs spelen. Heemskerk stopte na dit seizoen en nam een sabbatical.

### Erelijst als Coach
- Nederlands kampioen zaalkorfbal, 3x (2003, 2004, 2011)
- Nederlands kampioen veldkorfbal, 1x (2011)
- Europacup kampioen zaalkorfbal, 3x (2004, 2005, 2012)
- Beste Coach van het Jaar, 2x (2003, 2011)

## Trivia
- Is de vader van Tim Heemskerk, voormalig topkorfballer bij Fortuna
- Heemskerk was coach voor een speciale wedstrijd; de afscheidswedstrijd van Barry Schep op 20 september 2013.
- in 2017 accepteerde Heemskerk opnieuw een functie bij KVS. Niet als hoofdcoach, maar als lid van de werkgroep om het niveau van KVS te verbeteren.